# Miz
Miz (de son vrai nom Mizuki Watanabe) est une chanteuse japonaise née le 6 mars 1981 à Kitami (île d'Hokkaidō).
Après avoir gagné une audition en 1999, elle signe avec une agence, publie deux singles et retombe dans l'oubli. En 2004, elle sort un nouveau single, New Day, sous le pseudonyme de Miz. Son premier album en japonais Say it's forever sort en septembre de la même année, suivi peu après par un en anglais pour la Suède : Story untold.

## Discographie

### Albums
1. Say It's Forever (21 juillet 2004)
  1. Story Untold (22 septembre 2004) (Suède)
2. Dreams (9 mars 2005)
3. Mizrock (22 février 2006)

### Mini-Album
1. Good bye, yesterday (25 juillet 2007)